# Gistel
Gistel è un comune belga di 11 826 abitanti, situato nella provincia fiamminga delle Fiandre Occidentali. Un evento importante è la processione di Godeleva martire. C'è un convento di clausura in Gistel, detto Abdij Ten Putte ("Abbazia del Pozzo").
Negli antichi documenti il nome di Gistel  si trova anche nella forma Ghistelles.

## Storia

### Simboli
Lo stemma del comune si blasona: di rosso, allo scaglione d'armellino.
Lo stemma della città è stato adottato ufficialmente il 30 aprile 1838 e confermato il 3 dicembre 1984. Appariva già su un sigillo della città nel 1330. Esso deriva dallo stemma della famiglia De Ghistelles che deteneva il potere sul paese dal XII secolo. Queste insegne di famiglia  sono note dal 1219 ma con uno scaglione d'argento che nel 1275 fu cambiato in uno di ermellino.

## Amministrazione

### Gemellaggi
- Büdingen